# Tour de France 2025
112. ročník etapového cyklistického závodu Tour de France se konal od 5. do 27. července 2025 ve Francii. Závod byl součástí UCI World Tour 2025.
Poprvé od roku 2021 závod začal i skončí ve Francii. Celková délka závodu byla 3 338,8 kilometrů.

## Týmy
Závodu se účastnilo všech 18 UCI WorldTeamů a 5 UCI ProTeamů.
UCI WorldTeamy

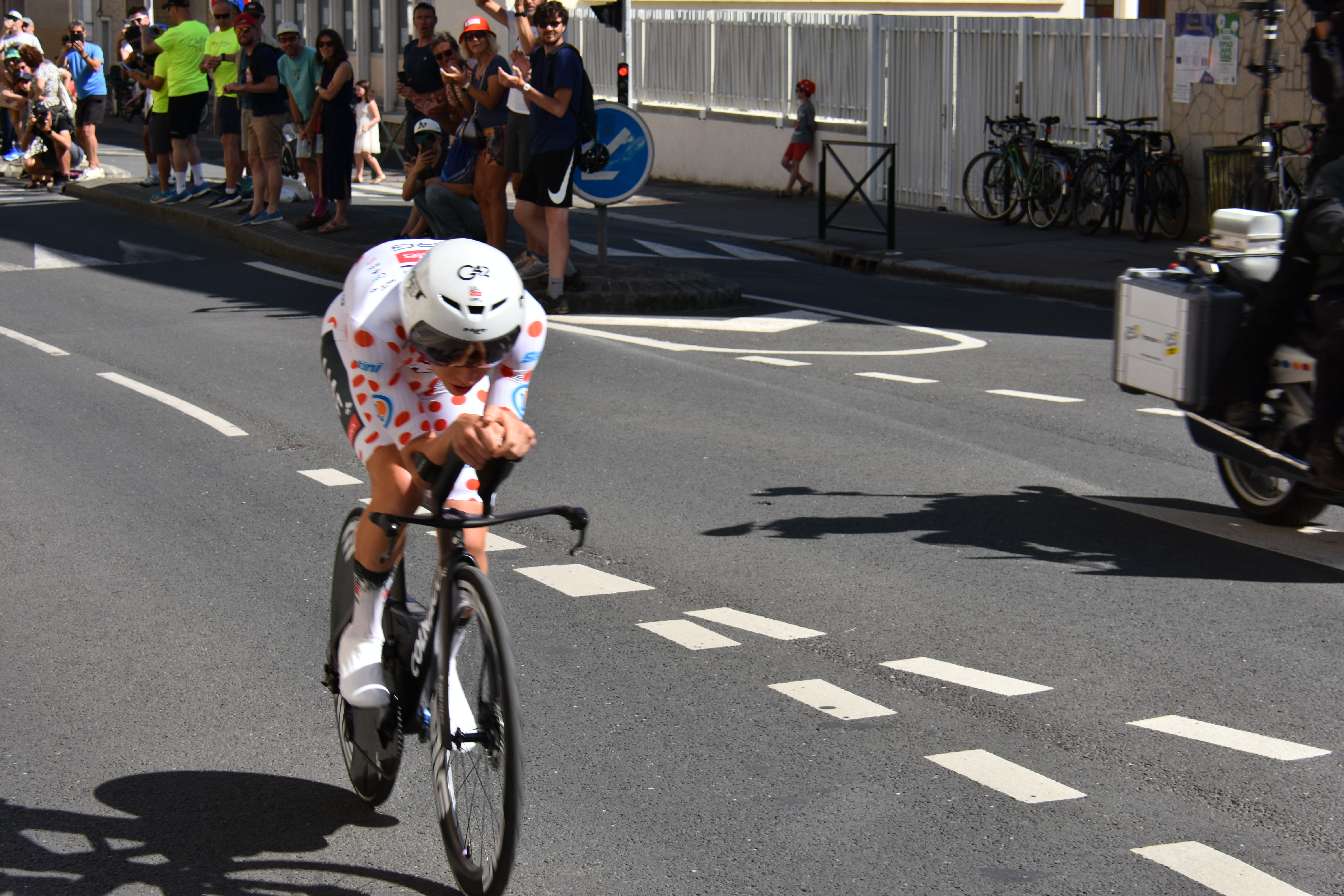
Tadej Pogačar v časovce 5. etapy jedoucí v puntíkovaném dresu

- Decathlon–AG2R La Mondiale
- Alpecin–Deceuninck
- Arkéa–B&B Hotels
- XDS Astana Team
- Bahrain Victorious
- Red Bull–Bora–Hansgrohe
- Cofidis
- Picnic PostNL
- EF Education–EasyPost
- Groupama–FDJ
- Ineos Grenadiers
- Intermarché–Wanty
- Jayco–AlUla
- Visma–Lease a Bike
- Lidl–Trek
- Movistar
- Soudal–Quick-Step
- UAE Team Emirates XRG

UCI ProTeamy
- Israel–Premier Tech
- Lotto
- Team TotalEnergies
- Uno–X Mobility
- Tudor pro Cycling

## Trasa a etapy
| Etapa         | Datum         | Trasa                                    | Vzdálenost | Typ       | Typ                  | Vítěz                        |
| ------------- | ------------- | ---------------------------------------- | ---------- | --------- | -------------------- | ---------------------------- |
| 1             | 5. července   | Lille                                    | 184,9 km   |           | Rovinatá etapa       | Jasper Philipsen (BEL)       |
| 2             | 6. července   | Lauwin-Planque – Boulogne-sur-Mer        | 209,1 km   |           | Kopcovitá etapa      | Mathieu van der Poel (NED)   |
| 3             | 7. července   | Valenciennes – Dunkerk                   | 178,3 km   |           | Rovinatá etapa       | Tim Merlier (BEL)            |
| 4             | 8. července   | Amiens – Rouen                           | 174,2 km   |           | Kopcovitá etapa      | Tadej Pogačar (SLO)          |
| 5             | 9. července   | Caen – Caen                              | 33 km      |           | Individuální časovka | Remco Evenepoel (BEL)        |
| 6             | 10. července  | Bayeux – Vire Normandie                  | 201,5 km   |           | Kopcovitá etapa      | Ben Healy (IRL)              |
| 7             | 11. července  | Saint-Malo – Guerlédan (Mûr-de-Bretagne) | 197 km     |           | Kopcovitá etapa      | Tadej Pogačar (SLO)          |
| 8             | 12. července  | Saint-Méen-le-Grand – Laval              | 171,4 km   |           | Rovinatá etapa       | Jonathan Milan (ITA)         |
| 9             | 13. července  | Chinon – Châteauroux                     | 174,1 km   |           | Rovinatá etapa       | Tim Merlier (BEL)            |
| 10            | 14. července  | Ennezat – Mont-Dore                      | 165,3 km   |           | Horská etapa         | Simon Yates (GBR)            |
|               | 15. července  | Toulouse                                 | Volný den  | Volný den | Volný den            | Volný den                    |
| 11            | 16. července  | Toulouse – Toulouse                      | 156,8 km   |           | Rovinatá etapa       | Jonas Abrahamsen (NOR)       |
| 12            | 17. července  | Auch – Hautacam                          | 180,6 km   |           | Horská etapa         | Tadej Pogačar (SLO)          |
| 13            | 18. července  | Loudenvielle – Peyragudes                | 10,9 km    |           | Horská časovka       | Tadej Pogačar (SLO)          |
| 14            | 19. července  | Pau – Superbagnères                      | 182,6 km   |           | Horská etapa         | Thymen Arensman (NED)        |
| 15            | 20. července  | Muret – Carcassonne                      | 169,3 km   |           | Kopcovitá etapa      | Tim Wellens (BEL)            |
|               | 21. července  | Montpellier                              | Volný den  | Volný den | Volný den            | Volný den                    |
| 16            | 22. července  | Montpellier – Mont Ventoux               | 171,5 km   |           | Horská etapa         | Valentin Paret-Peintre (FRA) |
| 17            | 23. července  | Bollène – Valence                        | 160,4 km   |           | Rovinatá etapa       | Jonathan Milan (ITA)         |
| 18            | 24. července  | Vif – Courchevel (Col de la Loze)        | 171,5 km   |           | Horská etapa         | Ben O'Connor (AUS)           |
| 19            | 25. července  | Albertville – La Plagne                  | 93,1 km    |           | Horská etapa         | Thymen Arensman (NED)        |
| 20            | 26. července  | Nantua – Pontarlier                      | 184,2 km   |           | Kopcovitá etapa      | Kaden Groves (AUS)           |
| 21            | 27. července  | Mantes-la-Ville – Paříž (Champs-Élysées) | 132,3 km   |           | Rovinatá etapa       | Wout van Aert (BEL)          |
| Celková délka | Celková délka | Celková délka                            | 3 302 km   |           |                      |                              |

## Průběžné pořadí
| Etapa          | Vítěz                  | Celkové pořadí       | Bodovací soutěž  | Vrchařská soutěž | Soutěž mladých jezdců | Soutěž týmů            | Cena bojovnosti                     |
| -------------- | ---------------------- | -------------------- | ---------------- | ---------------- | --------------------- | ---------------------- | ----------------------------------- |
| 1              | Jasper Philipsen       | Jasper Philipsen     | Jasper Philipsen | Benjamin Thomas  | Biniam Girmay         | Tudor Pro Cycling Team | Mattéo Vercher                      |
| 2              | Mathieu van der Poel   | Mathieu van der Poel | Jasper Philipsen | Tadej Pogačar    | Kévin Vauquelin       | Groupama–FDJ           | Bruno Armirail                      |
| 3              | Tim Merlier            | Mathieu van der Poel | Jonathan Milan   | Tim Wellens      | Kévin Vauquelin       | Groupama–FDJ           | neuděleno                           |
| 4              | Tadej Pogačar          | Mathieu van der Poel | Jonathan Milan   | Tadej Pogačar    | Kévin Vauquelin       | Visma–Lease a Bike     | Lenny Martinez                      |
| 5              | Remco Evenepoel        | Tadej Pogačar        | Tadej Pogačar    | Tadej Pogačar    | Remco Evenepoel       | Visma–Lease a Bike     | neuděleno                           |
| 6              | Ben Healy              | Mathieu van der Poel | Jonathan Milan   | Tim Wellens      | Remco Evenepoel       | Visma–Lease a Bike     | Ben Healy                           |
| 7              | Tadej Pogačar          | Tadej Pogačar        | Tadej Pogačar    | Tim Wellens      | Remco Evenepoel       | Visma–Lease a Bike     | Ewen Costiou                        |
| 8              | Jonathan Milan         | Tadej Pogačar        | Jonathan Milan   | Tim Wellens      | Remco Evenepoel       | Visma–Lease a Bike     | Mattéo Vercher , Mathieu Burgaudeau |
| 9              | Tim Merlier            | Tadej Pogačar        | Jonathan Milan   | Tim Wellens      | Remco Evenepoel       | Visma–Lease a Bike     | Jonas Rickaert                      |
| 10             | Simon Yates            | Ben Healy            | Jonathan Milan   | Lenny Martinez   | Ben Healy             | Visma–Lease a Bike     | Ben Healy                           |
| 11             | Jonas Abrahamsen       | Ben Healy            | Jonathan Milan   | Lenny Martinez   | Ben Healy             | Visma–Lease a Bike     | Jonas Abrahamsen                    |
| 12             | Tadej Pogačar          | Tadej Pogačar        | Jonathan Milan   | Tadej Pogačar    | Remco Evenepoel       | Visma–Lease a Bike     | Bruno Armirail                      |
| 13             | Tadej Pogačar          | Tadej Pogačar        | Jonathan Milan   | Tadej Pogačar    | Remco Evenepoel       | Visma–Lease a Bike     | neuděleno                           |
| 14             | Thymen Arensman        | Tadej Pogačar        | Jonathan Milan   | Lenny Martinez   | Florian Lipowitz      | Visma–Lease a Bike     | Lenny Martinez                      |
| 15             | Tim Wellens            | Tadej Pogačar        | Jonathan Milan   | Lenny Martinez   | Florian Lipowitz      | Visma–Lease a Bike     | Michael Storer                      |
| 16             | Valentin Paret-Peintre | Tadej Pogačar        | Jonathan Milan   | Tadej Pogačar    | Florian Lipowitz      | Visma–Lease a Bike     | Ben Healy                           |
| 17             | Jonathan Milan         | Tadej Pogačar        | Jonathan Milan   | Tadej Pogačar    | Florian Lipowitz      | Visma–Lease a Bike     | Quentin Pacher                      |
| 18             | Ben O'Connor           | Tadej Pogačar        | Jonathan Milan   | Tadej Pogačar    | Florian Lipowitz      | Visma–Lease a Bike     | Ben O'Connor                        |
| 19             | Thymen Arensman        | Tadej Pogačar        | Jonathan Milan   | Tadej Pogačar    | Florian Lipowitz      | Visma–Lease a Bike     | Thymen Arensman                     |
| 20             | Kaden Groves           | Tadej Pogačar        | Jonathan Milan   | Tadej Pogačar    | Florian Lipowitz      | Visma–Lease a Bike     | Harry Sweeny                        |
| 21             | Wout van Aert          | Tadej Pogačar        | Jonathan Milan   | Tadej Pogačar    | Florian Lipowitz      | Visma–Lease a Bike     | neuděleno                           |
| Konečné pořadí | Konečné pořadí         | Tadej Pogačar        | Jonathan Milan   | Tadej Pogačar    | Florian Lipowitz      | Visma–Lease a Bike     | Ben Healy                           |

## Pořadí
| Legenda | Legenda                         | Legenda | Legenda                               |
| ------- | ------------------------------- | ------- | ------------------------------------- |
|         | Označuje lídra celkového pořadí |         | Označuje lídra vrchařské soutěže      |
|         | Označuje lídra bodovací soutěže |         | Označuje lídra soutěže mladých jezdců |
|         | Označuje lídra soutěže týmů     |         | Označuje držitele ceny bojovnosti     |

### Celkové pořadí
| Pořadí | Jezdec                           | Tým                        | Čas         |
| ------ | -------------------------------- | -------------------------- | ----------- |
| 1      | Tadej Pogačar (SLO)              | UAE Team Emirates XRG      | 76h 00' 32" |
| 2      | Jonas Vingegaard (DEN)           | Visma–Lease a Bike         | + 4' 24"    |
| 3      | Florian Lipowitz (GER)           | Red Bull–Bora–Hansgrohe    | + 11' 00"   |
| 4      | Oscar Onley (GBR)                | Team Picnic–PostNL         | + 12' 12"   |
| 5      | Felix Gall (AUT)                 | Decathlon–AG2R La Mondiale | + 17' 12"   |
| 6      | Tobias Halland Johannessen (NOR) | Uno-X Mobility             | + 20' 14"   |
| 7      | Kévin Vauquelin (FRA)            | Arkéa–B&B Hotels           | + 22' 35"   |
| 8      | Primož Roglič (SLO)              | Red Bull–Bora–Hansgrohe    | + 25' 30"   |
| 9      | Ben Healy (IRL)                  | EF Education–EasyPost      | + 28' 02"   |
| 10     | Jordan Jegat (FRA)               | Team TotalEnergies         | + 32' 42"   |

### Vrchařská soutěž
| Pořadí | Jezdec                       | Tým                        | Body |
| ------ | ---------------------------- | -------------------------- | ---- |
| 1      | Tadej Pogačar (SLO)          | UAE Team Emirates XRG      | 119  |
| 2      | Jonas Vingegaard (DEN)       | Visma–Lease a Bike         | 104  |
| 3      | Lenny Martinez (FRA)         | Team Bahrain Victorious    | 97   |
| 4      | Thymen Arensman (NED)        | Ineos Grenadiers           | 85   |
| 5      | Ben O'Connor (AUS)           | Team Jayco–AlUla           | 51   |
| 6      | Valentin Paret-Peintre (FRA) | Soudal–Quick-Step          | 51   |
| 7      | Felix Gall (AUT)             | Decathlon–AG2R La Mondiale | 46   |
| 8      | Primož Roglič (SLO)          | Red Bull–Bora–Hansgrohe    | 43   |
| 9      | Oscar Onley (GBR)            | Team Picnic–PostNL         | 42   |
| 10     | Michael Woods (CAN)          | Israel–Premier Tech        | 38   |

### Soutěž mladých jezdců
| Pořadí | Jezdec                       | Tým                     | Čas          |
| ------ | ---------------------------- | ----------------------- | ------------ |
| 1      | Florian Lipowitz (GER)       | Red Bull–Bora–Hansgrohe | 76h 11' 32"  |
| 2      | Oscar Onley (GBR)            | Team Picnic–PostNL      | + 1' 12"     |
| 3      | Kévin Vauquelin (FRA)        | Arkéa–B&B Hotels        | + 11' 35"    |
| 4      | Ben Healy (IRL)              | EF Education–EasyPost   | + 17' 02"    |
| 5      | Raúl García Pierna (ESP)     | Arkéa–B&B Hotels        | + 2h 04' 58" |
| 6      | Ilan Van Wilder (BEL)        | Soudal–Quick-Step       | + 2h 12' 14" |
| 7      | Romain Grégoire (FRA)        | Groupama–FDJ            | + 2h 14' 58" |
| 8      | Frank van den Broek (NED)    | Team Picnic–PostNL      | + 2h 34' 44" |
| 9      | Valentin Paret-Peintre (FRA) | Soudal–Quick-Step       | + 2h 36' 05" |
| 10     | Alex Baudin (FRA)            | EF Education–EasyPost   | + 2h 45' 15" |

### Soutěž týmů
| Pořadí | Tým                        | Čas          |
| ------ | -------------------------- | ------------ |
| 1      | Team Jumbo–Visma           | 232h 01' 32" |
| 2      | UAE Team Emirates XRG      | + 24' 26"    |
| 3      | Red Bull–Bora–Hansgrohe    | + 1h 24' 47" |
| 4      | Arkéa–B&B Hotels           | + 2h 10' 52" |
| 5      | Decathlon–AG2R La Mondiale | + 2h 14' 15" |
| 6      | Ineos Grenadiers           | + 3h 22' 52" |
| 7      | Movistar Team              | + 3h 23' 25" |
| 8      | XDS Astana Team            | + 3h 23' 59" |
| 9      | Team Picnic–PostNL         | + 3h 26' 06" |
| 10     | EF Education–EasyPost      | + 3h 43' 35" |